# آردی

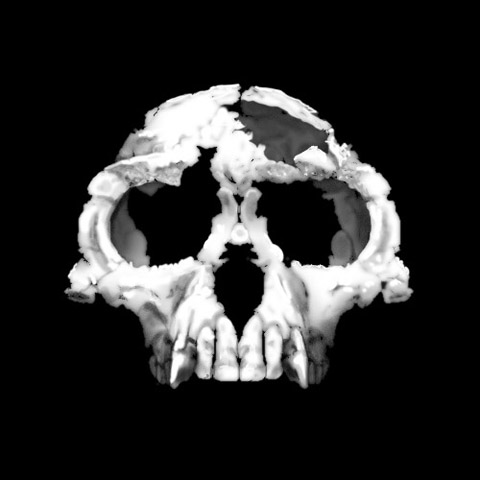
نمونه ای از آردی‌کپی رامید با نام علمی Ardipithecus ramidus ملقب به آردی.

آردی (ARA-VP-6/500) بقایای اسکلتی فسیل شده از یک گونه آردی‌کپی رامید است که تصور می‌شود یک گونهٔ منقرض‌شده‌ای از دودمان انسان باشد، او یک زن اولیه است که ۴٫۴ میلیون ساله است. این کامل‌ترین نمونه اولیه انسانیان است، با بیشترین بقایای باقی مانده از جمجمه، دندان‌ها، لگن، دست و پا، کاملتر از نمونه جنوبی‌کپی عفاری قبلاً شناخته شده به نام «لوسی». درمجموع، ۱۲۵ قطعه مختلف استخوان فسیلی یافت شده‌است.

## کشف
اسکلت آردی در سال ۱۹۹۴ توسط یکی از دانشجویان کالج به نام یوهانس هیل-سلاسی، در آرامیس در مناطق بد آب در نزدیکی رودخانه آواش در اتیوپی، هنگام کشف یک قطعه جزئی از استخوان دست کشف شد. این کشف توسط تیمی از دانشمندان به رهبری انسان‌شناس دانشگاه کالیفرنیا برکلی یعنی تیم دی وایت، انجام شد و توسط یک گروه بین‌المللی از دانشمندان تیم زیست‌شناسی به ریاست اوون لاوجوی، انجام شد. در تاریخ ۱ اکتبر ۲۰۰۹، ژورنال Science مجموعه ای را با دسترسی آزاد به یازده مقاله را منتشر کرد که در آن به جزئیات بسیاری از جنبه‌های آردی‌کپی رامید و محیط آن اشاره شده‌است. فسیل‌های او در نزدیکی بقایای حیوانات یافت شد که نشان می‌داد که او برخلاف این تئوری که دوپاییان در ساواناها زندگی می‌کرده‌اند، در جنگل ساکن بوده‌اند.
آردی اولین فسیل آردی‌کپی رامید که به معرض نمایش درآمد، نبود. اولین فسیل‌ها در سال ۱۹۹۲ در اتیوپی یافت شدند، اما ۱۷ سال طول کشید تا اهمیت آنها را ارزیابی شود.

## واژه‌شناسی
کلمه آردی در زبان عفار به معنی «طبقه همکف» می‌باشد و کلمه ramid به معنی «ریشه» می‌باشد و این معنا را القا می‌کند که آردی بر روی زمین زندگی می‌کرده و ریشه شجره انسانیان می‌باشد.

## شرح مطالب
آردی حدود ۵۰ کیلوگرم (۱۱۰ پوند) وزن داشت و نهایتاً ۱۲۰ سانتی‌متر (۳ فیت و ۱۱ اینچ) قامت داشت. هرچند او یک دوپا است، انگشتان شست پاهایش همانند شست دست مجزا وده و قابلیت بالا رفتن از درختان را به آردی می‌داد. گمانه زنی شده‌است که دوپایی بودن او مانع جنبشش می‌شده، اما به او این امکان را می‌داد که فرزندان بیشتری به دنیا آورد.
اگرچه مشخص نیست که آیا گونه‌های آردی با انسان امروزی مرتبط است یا خیر، اما این کشف از اهمیت زیادی برخوردار است و به بحث در مورد آردی‌کپی و جایگاه آن در تکامل انسان افزوده‌است. با توجه به ترکیب بدن آردی، باستان شناسان خاطر نشان می‌کنند که او نمونه ای بی نظیر بوده و هم دارای خصوصیات انسان‌های امروزی بوده و هم دارای خصوصیات پستانداران نخستین بوده‌است. هنوز نکته قابل بحث است که آیا آردی قادر به حرکت با دوپا بوده یا خیر. انگشتان شست پای بزرگ واگرای آردی مشخصه دوپا بودن نیست. با این وجود، بقایای پاها، پاها، لگن و دستهای وی حاکی از آن است که هنگام حرکت روی زمین به‌طور راست قدم می‌زده اما هنگام حرکت در اطراف درختان چهار پا بوده. به عنوان مثال، انگشتان شست پاهایش کمی به سمت خارج از دیگر انگشتان مجزا شده که او را قادر به گرفتن شاخه‌های درختان می‌کرده. برخلاف شامپانزه‌ها، پای او حاوی استخوان کوچک و منحصر به فردی در داخل تاندون است که انگشت بزرگ را محکم نگه داشته‌است. مشاهده این استخوان منحصر به فرد به همراه سایر ساختارهای استخوانی آردی، به او کمک می‌کرد تا به صورت دوپا راه برود در حالی که از لوسی کم کارآمدتر است. استخوانهای مچ دست او نیز قابلیت انعطاف‌پذیری را فراهم می‌آورد اما استخوان کف دستش کوتاه بود.